# Maarlandpolder
De Maarlandpolder was een polder en een waterschap met een oppervlakte van 8 hectare in de voormalige gemeente Dreischor op Schouwen-Duiveland in de Nederlandse provincie Zeeland. De polder werd in 1489 bedijkt in de noordelijke tak van de verlande Gouwe.
Tijdens de Allerheiligenvloed van 1570 brak de dijk op twee plaatsen en werd de noordelijke binnendijk met de Dreischorpolder bedreigd. De Maarlandpolder overstroomde verder in 1715 en 1808, en bij de Watersnoodramp van 1953. In 1953 viel de polder op 22 maart weer droog, waarna in hetzelfde jaar de dijk met de zuidoostelijk gelegen Adriana Johannapolder werd afgegraven.